# Deutsches Nationalkomitee des Lutherischen Weltbundes
| Deutsches Nationalkomitee des Lutherischen Weltbundes | Deutsches Nationalkomitee des Lutherischen Weltbundes |
| ----------------------------------------------------- | ----------------------------------------------------- |
|                                                       |                                                       |
| Basisdaten                                            |                                                       |
| Vorsitzende:                                          | Kristina Kühnbaum-Schmidt                             |
| Stellv. Vorsitzender:                                 | Oberkirchenrat Michael Martin                         |
| Geschäftsführung (Leitung der Geschäftsstelle):       | Oberkirchenrätin Astrid Kleist                        |
| Gründungsjahr:                                        | 1947                                                  |
| Mitgliedskirchen:                                     | 11                                                    |
| Sitz:                                                 | Hannover                                              |
| Website:                                              | www.dnk-lwb.de                                        |

Das Deutsche Nationalkomitee des Lutherischen Weltbundes (DNK/LWB), englisch The German National Committee of the Lutheran World Federation (GNC/LWF), setzt sich zusammen aus den elf deutschen Mitgliedskirchen des Lutherischen Weltbundes (LWB).

## Aufgaben
Das DNK/LWB bildet die weltweite lutherische Kirchengemeinschaft in Deutschland ab, koordiniert die Arbeit seiner Mitgliedskirchen im LWB und unterstützt den LWB bei seiner theologischen, missionarischen und diakonischen Arbeit.

## Die deutschen Mitgliedskirchen des Lutherischen Weltbundes
Elf deutsche Kirchen der lutherischen Reformation sind heute Mitglied im Lutherischen Weltbund. Sie bilden das DNK/LWB:

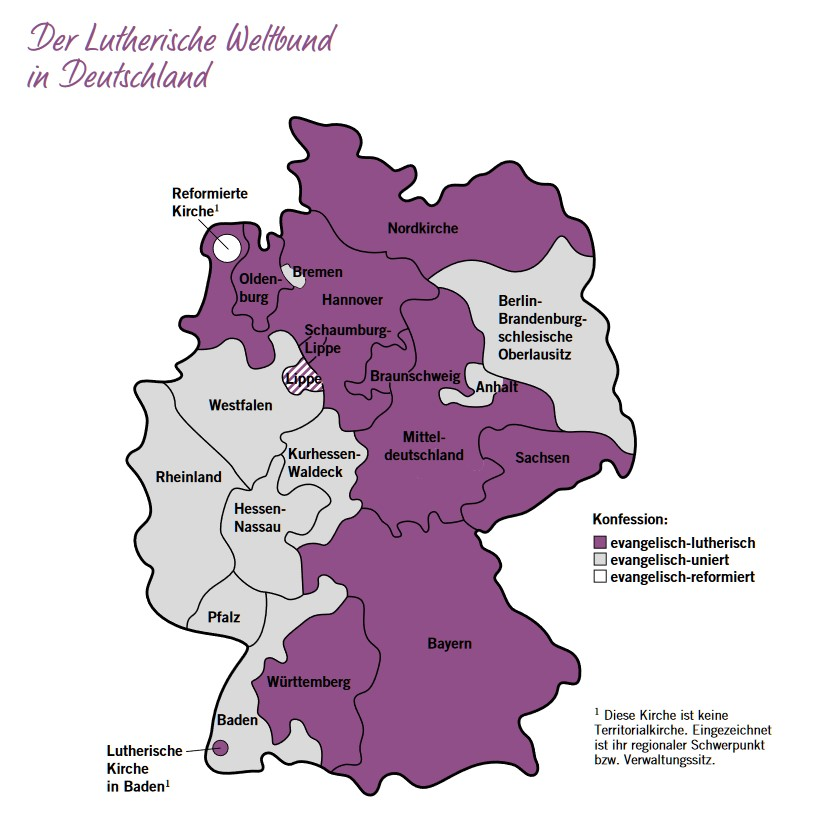
Die deutschen Mitgliedskirchen des LWB

- Die deutschen Mitgliedskirchen des LWBEvangelisch-Lutherische Kirche in Baden
- Evangelisch-Lutherische Kirche in Bayern
- Evangelisch-lutherische Landeskirche in Braunschweig
- Evangelisch-lutherische Landeskirche Hannovers
- Lutherische Klasse der Lippischen Landeskirche

- Evangelische Kirche in Mitteldeutschland

- Evangelisch-Lutherische Kirche in Norddeutschland
- Evangelisch-Lutherische Kirche in Oldenburg
- Evangelisch-Lutherische Landeskirche Sachsens
- Evangelisch-Lutherische Landeskirche Schaumburg-Lippe
- Evangelische Landeskirche in Württemberg

## Die Geschäftsstelle des DNK/LWB
Die Arbeit des DNK/LWB wird über die Geschäftsstelle mit Sitz in Hannover koordiniert. Diese arbeitet eng mit den Mitgliedskirchen, dem Büro der Kirchengemeinschaft des LWB in Genf sowie mit weiteren Organisationen und Partnern zusammen. Geschäftsführerin des DNK/LWB ist (Stand 08/2024) Oberkirchenrätin Astrid Kleist. Neben dem LWB-Zentrum Wittenberg und dem Stipendienreferat des DNK/LWB in Berlin gliedert sich die Geschäftsstelle in vier Referate. Von 2004 bis 2024 war Norbert Denecke langjähriger Leiter der Geschäftsstelle, bis 2017 für die VELKD, ab Januar 2018 als Geschäftsführer der selbstständigen gewordenen DNK/LWB.

## Vorsitz
Bis zum Jahr 2018 nahmen die Leitenden Bischöfe der VELKD den Vorsitz des DNK/LWB in Personalunion wahr. Die Ämter wurden jedoch 2018 getrennt. Im Dezember 2023  wurde die bisherige Stellvertretende Vorsitzende Landesbischöfin Kristina Kühnbaum-Schmidt  (Nordkirche) Vorsitzende des DNK (Stand 08/2024).

### Vorsitzende/Stellvertreter
- 2018 bis 2023: Frank Otfried July; Stv. Vorsitz: Kristina Kühnbaum-Schmidt
- seit 2023: Kristina Kühnbaum-Schmidt; Stv. Vorsitz: Oberkirchenrat Michael Martin

## Partner des DNK/LWB
Das DNK/LWB arbeitet in enger Partnerschaft mit Kirchen und kirchlichen Organisationen. Insbesondere sind zu nennen:
- Vereinigte Evangelisch-Lutherische Kirche Deutschlands (VELKD)
- Evangelische Kirche in Deutschland (EKD)
- Evangelische Mission Weltweit e.V. (EMW)
- Martin-Luther-Bund (MLB)
- Brot für die Welt (BfdW)
- Kirchen helfen Kirchen (KhK) – Programm der Union Evangelischer Kirchen (UEK)

## Internationale Beziehungen
Als Teil des LWB unterhält das DNK/LWB direkte Beziehungen zu zahlreichen Mitgliedskirchen des LWB weltweit. Dazu gibt es regelmäßigen Informationsaustausch, gegenseitige Besuchen, wechselseitigen Einladungen zu Synoden und anderen Tagungen sowie der Unterstützung von kirchlichen und diakonischen Projekten. Kirchliche und gesellschaftliche Entwicklungen sowie die Zusammenarbeit im LWB werden gemeinsam beraten.

## Ausschüsse

### Ausschuss für Kirchliche Zusammenarbeit und Weltdienst (Programmausschuss)
Die theologische, missionarische und diakonische Arbeit des LWB und seiner Mitgliedskirchen wird über den Ausschuss für Kirchliche Zusammenarbeit und Weltdienst unterstützt. Dazu gehört die Förderung von Projekten und Programmen. Die inhaltliche Zusammenarbeit erfolgt in enger Abstimmung mit dem LWB und seinen Abteilungen. Dazu gehören die Abteilung für Theologie, Mission und Gerechtigkeit sowie die Abteilung für Weltdienst und das Büro des Generalsekretärs.

### Ökumenischer Studienausschuss
Der Ökumenische Studienausschuss (ÖStA) begleitet die theologische Arbeit und die ökumenischen Dialoge des LWB aus Sicht des deutschen Luthertums. Im ÖStA arbeiten Vertreterinnen und Vertreter der akademischen Theologie und der Mitgliedskirchen zusammen. Sie erarbeiten u. a. Stellungnahme-Entwürfe für das DNK/LWB sowie ökumenisch-theologische Grundsatztexte.
Damit leistet der ÖStA einen Beitrag zur Koordinierung und Bündelung der ökumenischen Positionierung der Mitgliedskirchen des DNK/LWB. Der ÖStA berät ebenfalls die VELKD.

### Historische Kommission
Die Historische Kommission wurde in den 1970er Jahren auf Anregung des Lutherischen Weltbundes gegründet. Zu ihren ursprünglichen Aufgaben gehörte u. a. die Aufarbeitung der Vorgeschichte der VELKD. Die Historische Kommission förderte die Forschung zum Luthertum in Form von Publikationen und Konferenzen. 2023 stellte die Kommission ihre Arbeit ein.

### Ausschuss für Kirchliche Zusammenarbeit in Mission und Dienst
Der Ausschuss für Kirchliche Zusammenarbeit in Mission und Dienst (AKZMD) ist ein Ausschuss der Kirchenleitung der VELKD, der auch das DNK/LWB berät. Schwerpunkte der Arbeit des AKZMD bilden strukturelle Fragen der ökumenischen Arbeit der evangelischen Kirchen und Werke in Deutschland, genauso wie die Zusammenarbeit mit den Partnerkirchen in Afrika, Asien, Nord- und Lateinamerika, Europa und im Pazifik.

### Jugendausschuss
Der Jugendausschuss des DNK/LWB ist das Instrument der Jugendbeteiligung innerhalb des DNK/LWB. Er hat die Aufgabe, Themen und Positionen junger Erwachsener in die Arbeit des DNK/LWB, entsprechender Stellen des LWB und anderer Jugendgremien der deutschen Mitgliedskirchen einzubringen. Er setzt sich aus jungen Delegierten der einzelnen deutschen LWB-Mitgliedskirchen zusammen.

## Theologische Stipendien
Das DNK/LWB fördert seit 1952 den theologischen Austausch zwischen den Mitgliedskirchen des LWB und die akademische Qualifizierung im Bereich Theologie. Es vergibt Stipendien für Studien- und Forschungsaufenthalte in Theologie und kirchenrelevanten Fächern. Ziel ist die Stärkung der lutherischen Weltgemeinschaft sowie die der weltweiten Ökumene. Gefördert werden deutsche und internationale Studierende sowie Absolventinnen und Absolventen, die einer Mitgliedskirche des LWB angehören.

## LWB-Zentrum Wittenberg
Das LWB-Zentrum Wittenberg wurde 2008 gegründet und befasst sich mit folgenden Aufgabenstellungen:
- jährliche Durchführung von theologischen Seminaren für unterschiedliche Zielgruppen zu Themen lutherischer Theologie
- Begleitung des ökumenischen Denkmals „Luthergarten“
- Begleitung und Unterstützung von unterschiedlichen Besuchergruppen aus den Mitgliedskirchen des LWB, um ein besseres und vertieftes Verständnis der Reformation und ihrer Wirkungsgeschichte zu fördern[13]

Das Zentrum wird von einem Direktor bzw. Direktorin geleitet. Bisherige Leiter waren der lutherische Theologe Hans W. Kasch (2008 bis 2018) und die Theologin Inken Wöhlbrand (2018 bis 2024). Seit 2024 ist die Theologin Anna Krauss Direktorin des Zentrums.